# Processus maxillaris conchae nasalis inferioris

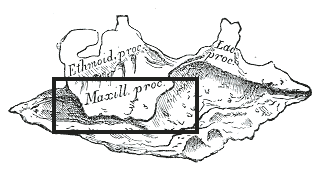
A bal concha nasalis inferior (a fekete téglalap jelöli a nyúlványt)

A concha nasalis inferior alsóbb része egy vastag lemez mely processus maxillaris conchae nasalis inferioris (ez egy nyúlvány). Lefelé és kifelé hajlik. A felső állcsonthoz (maxilla) ízesül és így kialakítják az arcüreg (sinus maxillaris) középső falának egy részét.